# 東京朝鮮第五初中級学校

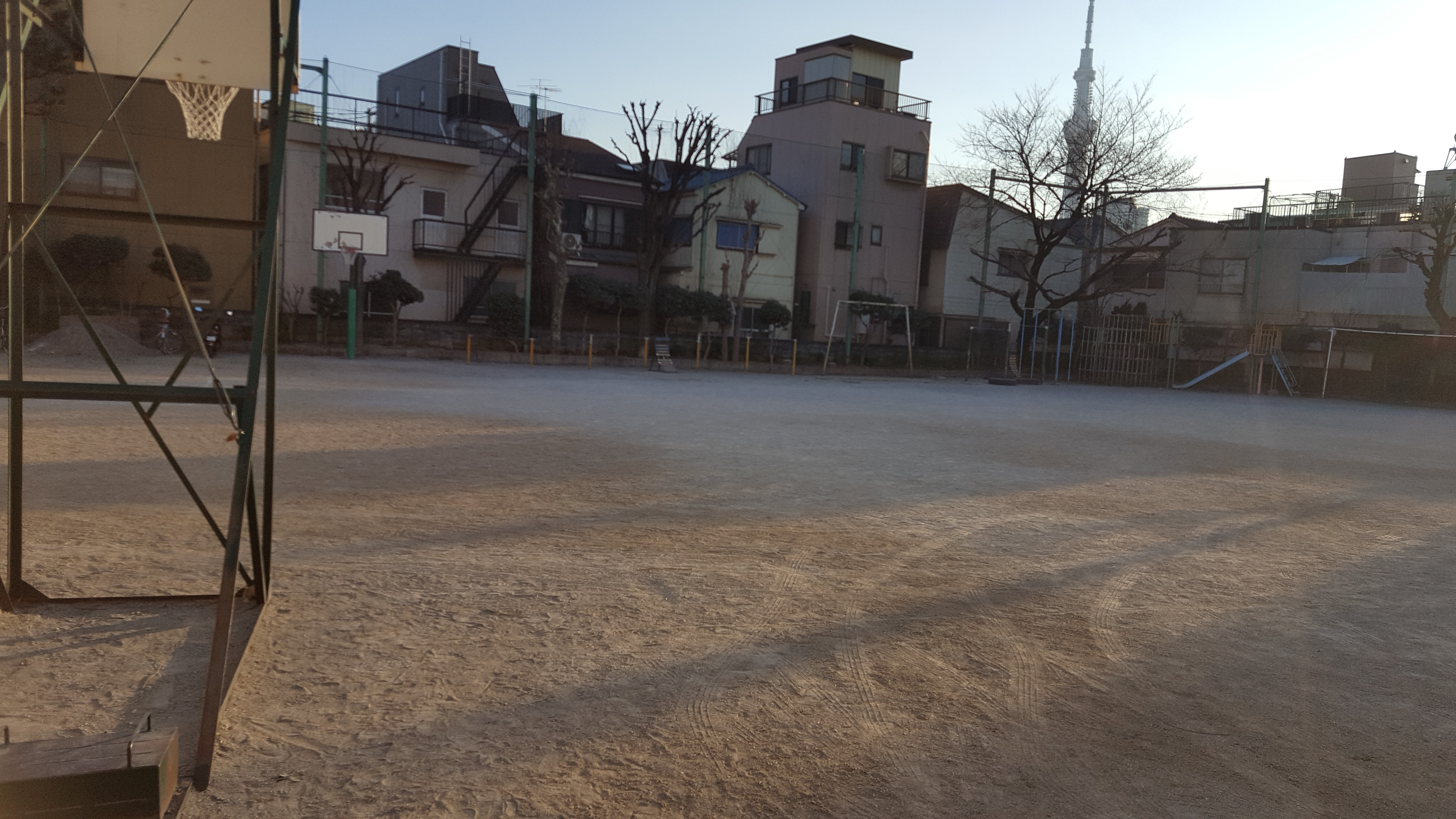
東京朝鮮第五初中級学校の校庭(2017年2月撮影)

東京朝鮮第五初中級学校（平仮名: とうきょうちょうせんだいごしょちゅうきゅうがっこう、朝鮮語: 도꾜조선제5초중급학교）は、東京都墨田区にある在日朝鮮人向けの教育機関で、学校法人東京朝鮮学園が運営する朝鮮学校である。この学校は、日本の小学校、中学校に相当する教育を提供しており、在日朝鮮人コミュニティの子どもたちが通う「朝鮮学校」の一つとされており、各種学校（非一条校）として扱われている。略称は東京第五（朝鮮語：도꾜제5)

## 歴史
学校は1946年4月8日に設立され、当初は小規模な学校としてスタートした。1960年代には、東京第5初級と東京第10初級が統合され、現在の「東京朝鮮第五初中級学校」として再編された。以降、東京都の葛飾区、墨田区、江戸川区などの地域から在日朝鮮人の学生が集まる教育機関として発展を遂げてきた。

## 施設と教育
学校は、伝統的な民族教育と日本の教育システムを組み合わせたカリキュラムを採用しており、朝鮮語を使った授業や文化活動を重視している。また、耐震改修工事などを経て、安全で快適な学習環境を提供するための取り組みも行われてきた。これにより、生徒数は安定し、コミュニティの中で重要な役割を果たし続けている。また、2024年には、校舎の大規模な改修が完了した。改修内容には、校舎の耐震性向上、最新設備の導入、運動場の人工芝への変更、そして屋上のバスケットコートの新設が含まれている。これらの改修は、在日朝鮮人コミュニティからの募金や支援によって実現され、学校は地域の文化的・社会的な拠点としての役割をさらに強化している。

## 現状と役割
東京朝鮮第五初中級学校は、在日朝鮮人の文化とアイデンティティを維持し、次世代へと伝えるための中心的な役割を果たしている。特に、地域コミュニティの集まりやイベントの場としても活用され、同胞の交流の場として機能している。また、創立70周年を迎えた際には、地域社会との連携をさらに深めるための活動も展開された。

## 生徒数と教師
東京朝鮮第五初中級学校には、数十人の生徒が在籍しており、クラスは少人数制である。また、教師の多くは在日朝鮮人コミュニティ出身ではあるが、ネイティブスピーカーの割合は低く、ほとんどいないとされている。
- 初級部:55人　中級部:25人（2017年度）
- 全員:68人（2022年度現在）[9]
- 全員:58人（2023年度現在）[10]

## 学科とカリキュラム
学校では、初級部（日本の小学校1年生から6年生に相当する学年）、中級部（日本の中学校1年生から3年生に相当する学年）の二つで区分されている。朝鮮語、歴史、文化のほかに、数学、理科、社会といった一般的な科目も指導している。これにより、生徒は自身の文化的背景を深く理解しつつ、日本社会でも活躍できる能力を育むことが目的である。スポーツや音楽、伝統舞踊などの実技科目も重要視されており、全人的な教育を目指している。

## 所在地
- 〒131-0041 東京都墨田区八広5丁目22-15